# Сент-Андре-де-Роклонг
Сент-Андре́-де-Рокло́нг (фр. Saint-André-de-Roquelongue) — коммуна во Франции, находится в регионе Лангедок — Руссильон. Департамент коммуны — Од. Входит в состав кантона Лезиньян-Корбьер. Округ коммуны — Нарбонна.
Код INSEE коммуны — 11332.

## Население
Население коммуны на 2008 год составляло 1062 человека.
| 1962 | 1968 | 1975 | 1982 | 1990 | 1999 | 2008 |
| ---- | ---- | ---- | ---- | ---- | ---- | ---- |
| 760  | 813  | 756  | 680  | 755  | 828  | 1062 |

## Экономика
В 2007 году среди 620 человек в трудоспособном возрасте (15—64 лет) 420 были экономически активными, 200 — неактивными (показатель активности — 67,7 %, в 1999 году было 63,9 %). Из 420 активных работали 379 человек (202 мужчины и 177 женщин), безработных было 41 (18 мужчин и 23 женщины). Среди 200 неактивных 44 человека были учениками или студентами, 87 — пенсионерами, 69 были неактивными по другим причинам.

## Достопримечательности
- Церковь (XII век)